# Ромодан (Татарстан)
Ромодан — село в Алексеевском районе Татарстана. Административный центр Ромодановского сельского поселения.

## География
Находится в западной части Татарстана на расстоянии приблизительно 27 км по прямой на юг от районного центра Алексеевское на речке Рамоданка.

## История
Упоминается с 1678 года. Известна была также как Богородское (по церкви). В 1778 году была построена Смоленско-Богородицкая церковь. В начале XX века в селе размещалось волостное правление и земская школа.

## Население
Постоянных жителей было: в 1782 — 271 душа мужского пола, в 1859 — 1114, в 1897 — 1387, в 1908 — 1505, в 1920 — 1787, в 1926 — 1292, в 1938 — 873, в 1949 — 578, в 1958 — 628, в 1970 — 402, в 1979 — 407, в 1989 — 468, в 2002 — 440 (русские 75 %), 381 — в 2010.